# Nikolskij (obwód leningradzki)
Nikolskij – rosyjskie osiedle typu miejskiego w rejonie podporożskim (Obwód leningradzki). 
W 2010 roku liczyło 2989 mieszkańców.